# Shimjangi dwoenda
Pour plus de détails, voir Fiche technique et Distribution.
Shimjangi dwoenda (심장이 뛴다) est un film sud-coréen réalisé par Yoon Jae-geun, sorti en 2010.

## Synopsis
Yeon-hee cherche un cœur pour que sa fille soit transplantée.

## Fiche technique
- Titre : Shimjangi dwoenda
- Titre original : 심장이 뛴다
- Titre anglais : Heartbeat
- Réalisation : Yoon Jae-geun
- Scénario : Yoon Jae-geun
- Musique : Bang Jun-seok
- Photographie : Choi Chan-min
- Production : Cho Jeong-jun
- Pays :  Corée du Sud
- Genre : Drame
- Durée : 114 minutes
- Dates de sortie : 
  -  Corée du Sud : 22 décembre 2010 (sortie limitée), 5 janvier 2011

## Distribution
- Kim Yoon-jin : Chae Yeon-hee
- Park Hae-il : Lee Hwi-do
- Jeong Da-hye : Na Soo-yeong
- Park Ha-Yeong : Chae Ye-eun
- Kim Min-kyeong : Ahn Sook-hee
- Kim Sang-ho : le chef d'équipe Jo
- Kang Shin-il : le directeur Choi
- Lee Seung-joon : le professeur Moon
- Jeon Bae-soo : le chef du département Park
- Baek Kyeong-min : l'adjoint Kim
- Kang Hae-in : Hyeon-joo
- Heo Yeon-hwa : la mère de Yoon-ji

## Box-office
Le film a rapporté 6,9 millions de dollars au box-office